# (958) Асплинда
(958) Асплинда (швед. Asplinda) — типичный астероид внешней части главного пояса, который был открыт 28 сентября 1921 года немецким астрономом Карлом Рейнмутом в обсерватории Хайдельберг и назван в честь шведского астронома Брора Асплинда.